# Louis Bastoul

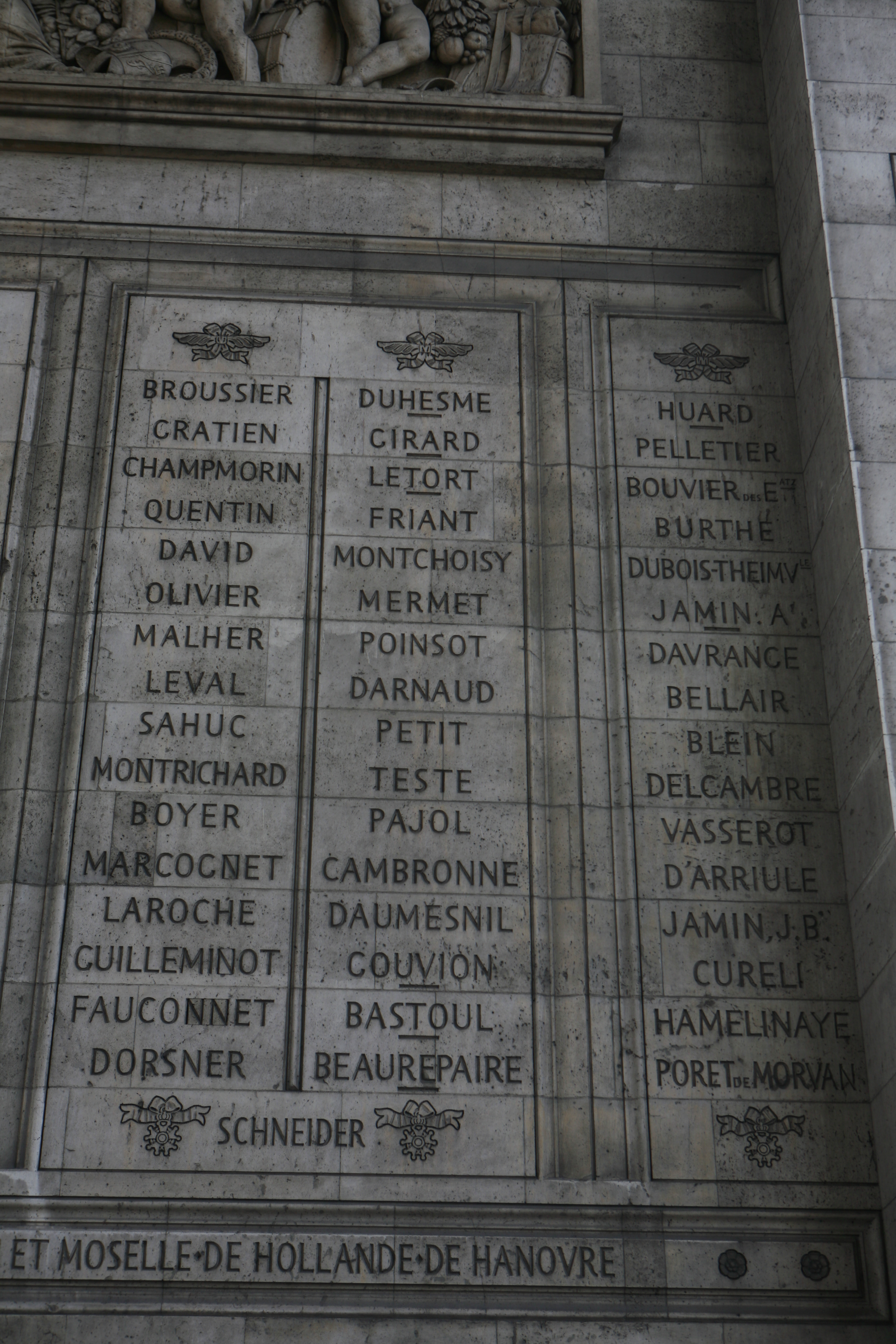
Bastoul staat met naam op de Arc de Triomphe

Louis Bastoul (Montolieu, 19 augustus 1753 - München, 15 januari 1801) was een Frans generaal die vocht in de oorlogen van de Franse Revolutie.
In de Slag bij Hohenlinden op 3 december 1800 rukte een kanonskogel hem een been af. Hij werd naar München vervoerd, maar weigerde amputatie en stierf aan zijn verwondingen. Zijn naam staat op de Arc de Triomphe.
- Gemeinsame Normdatei: 122327403
- Virtual International Authority File: 42716950